# Leymus arenarius
Leymus arenarius là một loài thực vật có hoa trong họ Hòa thảo. Loài này được (L.) Hochst. mô tả khoa học đầu tiên năm 1848.

## Hình ảnh

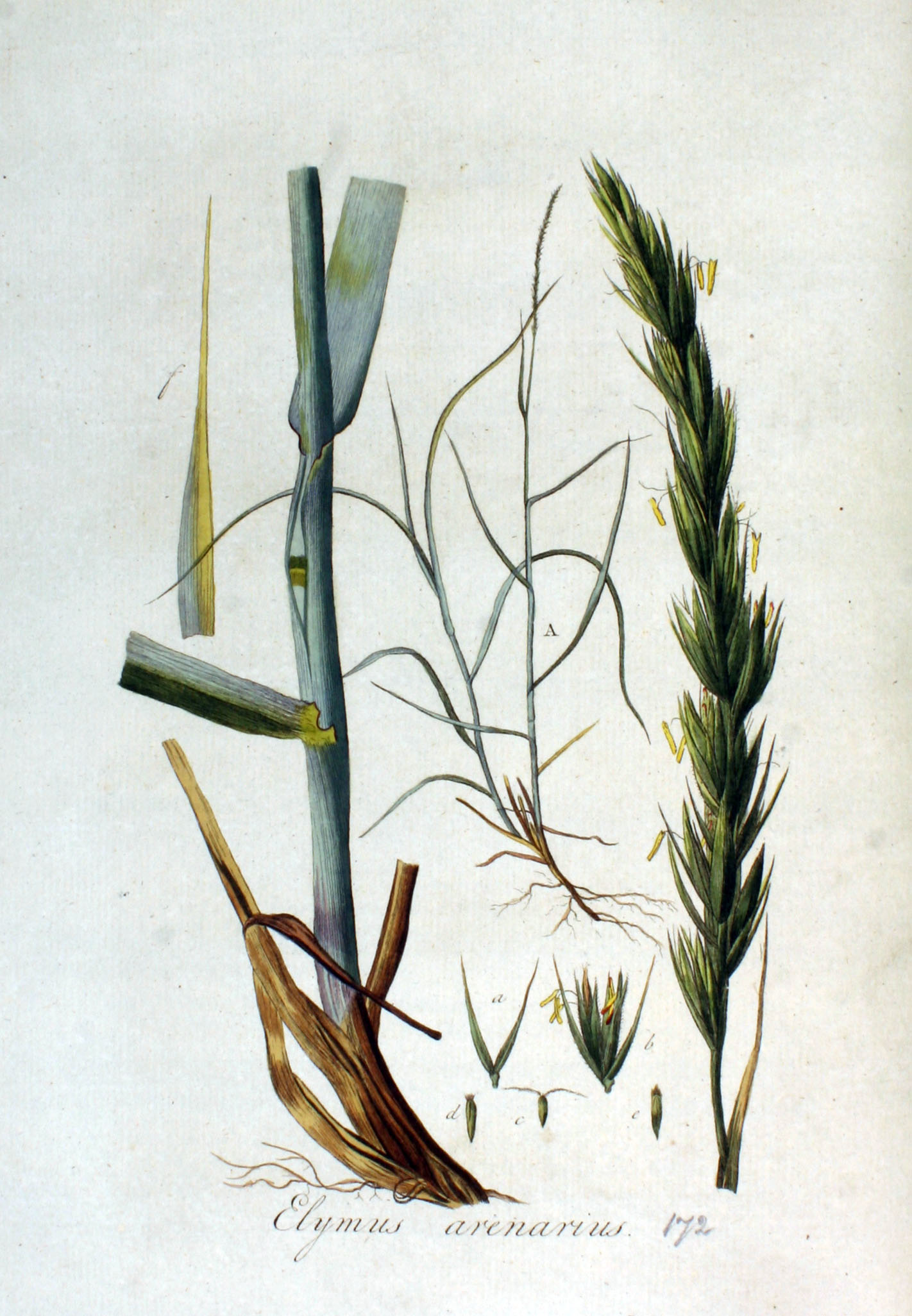
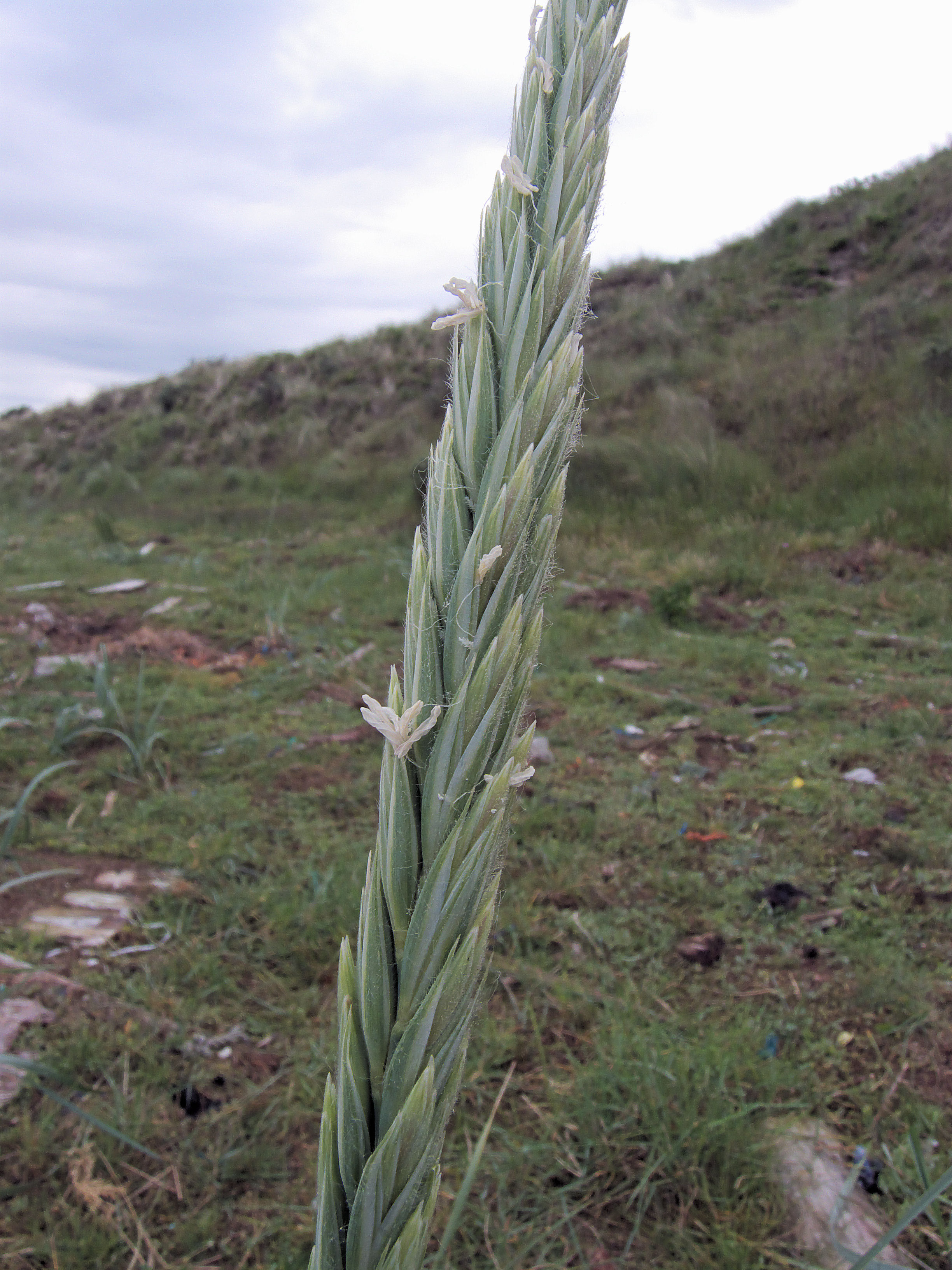
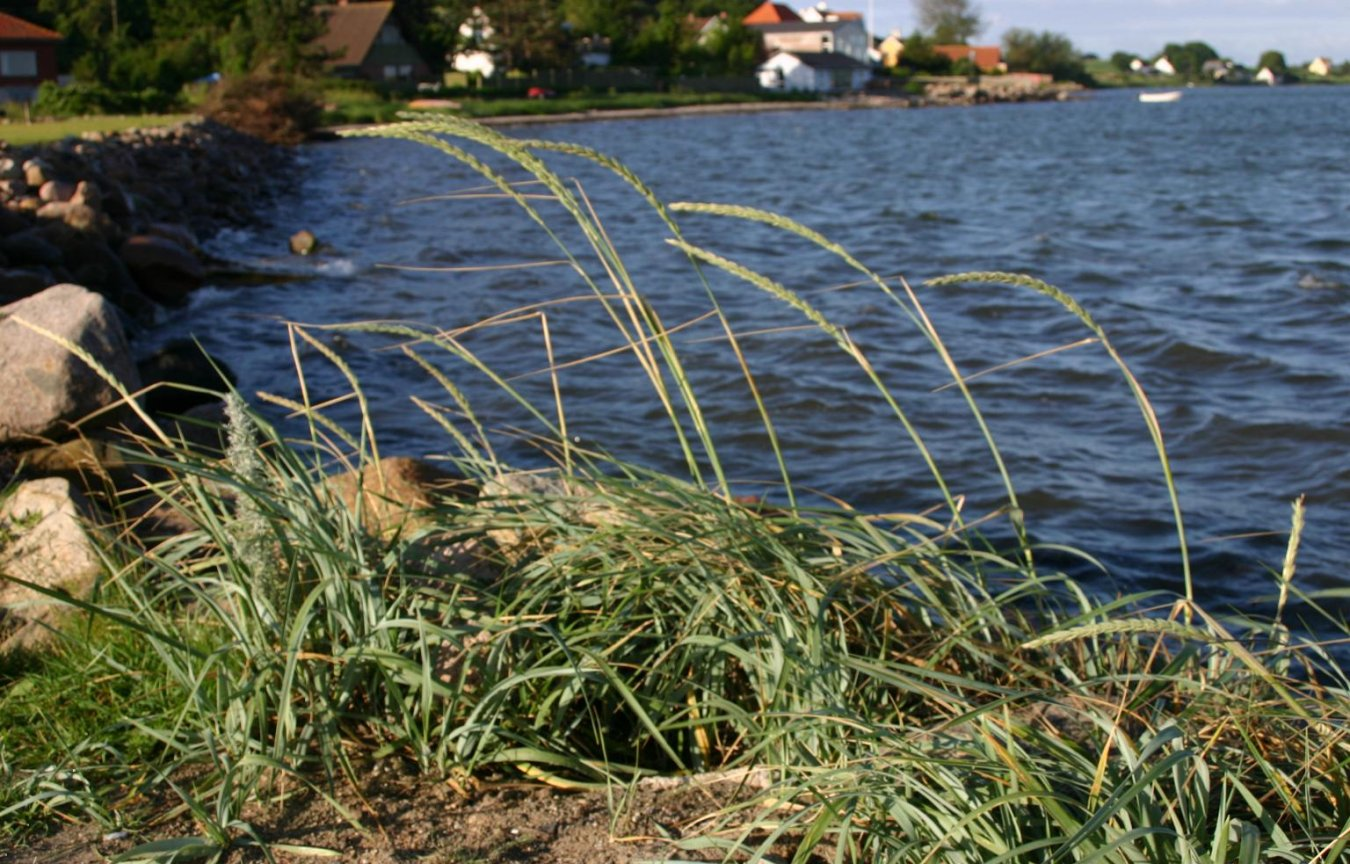
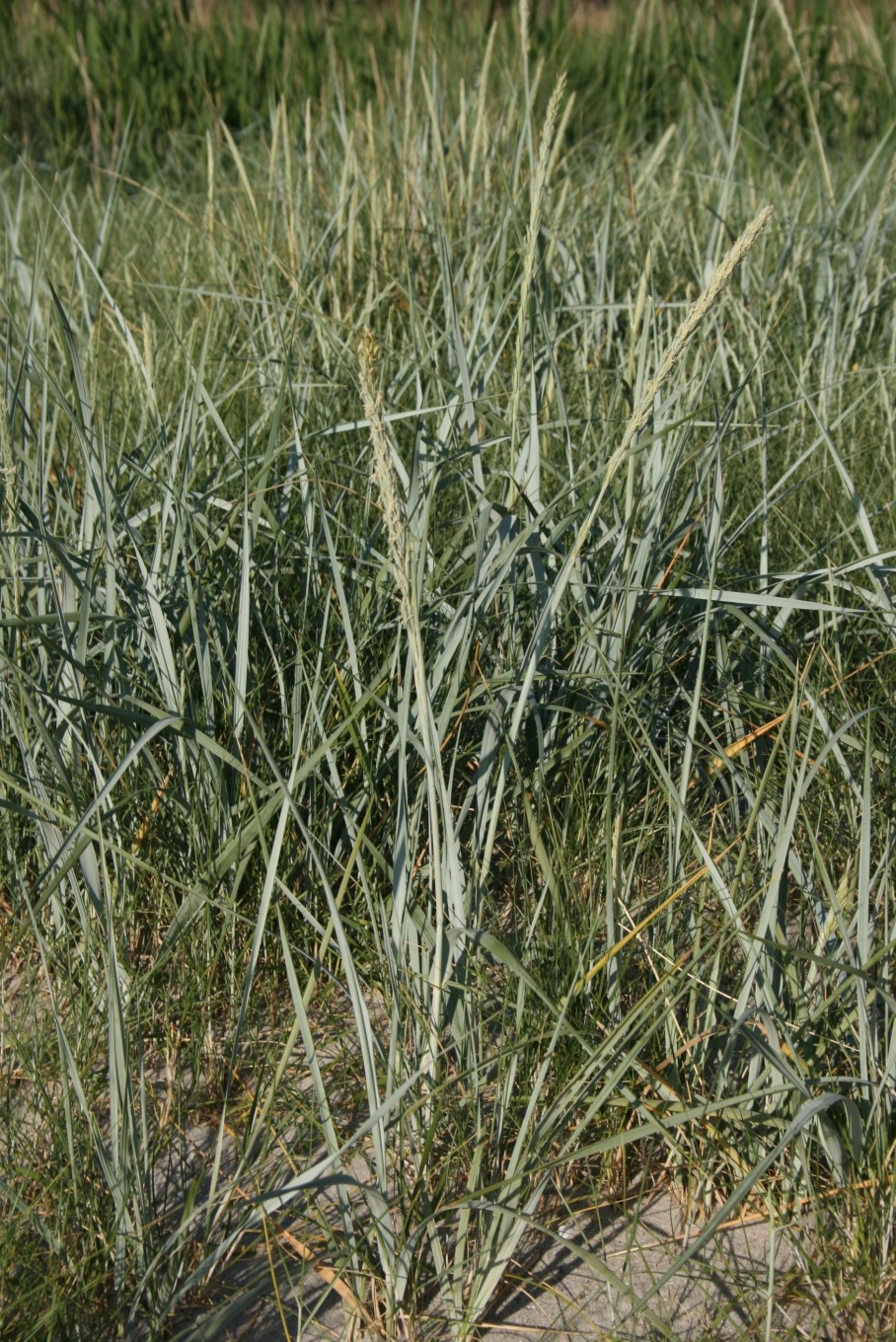